# Attila flagello di Dio
Attila flagello di Dio è un film del 1982 diretto da Castellano e Pipolo, con protagonista Diego Abatantuono e prodotto da Mario Cecchi Gori e dal figlio Vittorio per la società Intercapital.
Appartenente al cosiddetto filone trash del cinema degli anni 1980, il film fu stroncato dalla critica ma negli anni successivi si sarebbe rivelato molto amato dal pubblico, al punto da diventare oggetto di interesse da parte di collezionisti e appassionati del genere e di essere poi commercializzato anche nel mercato home video in formato VHS, DVD e Blu-Ray.

## Trama
"A come atrocità. Doppia T come terremoto e tragedia. I come ira di Dio. L come lago di sangue, e A come adesso vengo e ti sfascio le corna!" (Attila nella scena del passaggio del fiume Po)
V secolo d.C. Nelle campagne dell'attuale Segrate vive una tribù di barbari guidati dal re Ardarico e il suo infedele sottoposto Fetuffo. Mentre gli uomini sono a caccia, il villaggio viene saccheggiato dai Romani che rubano il cibo, le donne e il bestiame. Quando Ardarico torna al villaggio e scopre l'accaduto decide di invadere Roma per riprendersi il maltolto: presso la sua tribù infatti vige la legge del taglione, che si mostrerà in più occasioni. Ardarico parte per la sua guerra con una decina di uomini non rendendosi conto della potenza e vastità dell'esercito romano. Prima di partire consulta la maga Columbia per assicurarsi i favori del dio Odino; costei predice l'avvento di un re barbaro (Attila) talmente temibile da lasciare dietro di sé il deserto. Impressionato, Ardarico ritiene di essere l'uomo della profezia e decide di cambiare nome, autoproclamandosi Attila.
Nel corso del viaggio verso Roma, Fetuffo tenta ben due volte di rovesciare il potere di Ardarico. Lo scalcinato gruppo di barbari si arricchisce di altri due componenti: il gallo Renaulto, ultimo superstite di una tribù sconfitta dai Romani, che viene liberato da Ardarico, e la barbara Uraia, una delle donne della tribù di Ardarico e segretamente innamorata di lui che, scappata dall'accampamento dei romani, riesce a ricongiungersi con i barbari grazie all'aiuto della maga Columbia (che le affida una spada da consegnare ad Attila).
Nel corso del viaggio i barbari si imbarcano su una zattera, fanno naufragio a causa delle allucinazioni prodotte da una sirena e ottengono un passaggio via mare verso sud da un mercante ligure, che in cambio chiede - e ottiene - Uraia come compenso. Sbarcati in Maremma nelle paludi nei pressi di Saturnia, i barbari chiedono ad un paesano di poter essere accolti nelle mura della città, ma questi, per tutta risposta, causa un assedio che si conclude con la morte di Renaulto.
Approfittando del fatto che uno dei barbari, a causa di una precedente maledizione della maga Columbia, è in grado di trasformarsi in un somaro durante la luna piena, Ardarico riesce a farsi aprire le porte di Saturnia e a saccheggiarla, entrando anche in contatto con la cultura greco-partenopea nella figura del maestro Silone, dotto napoletano che per la sua saggezza viene risparmiato dal capo barbaro. Il maremmano traditore viene poi impalato in piazza.
Procedendo nel viaggio verso sud, i barbari danneggiano casualmente un acquedotto romano, credendo si tratti delle mura "traforate" di Roma. Il Senato romano, momentaneamente a corto di soldati a causa di altre campagne militari in corso, decide di prendere tempo inviando un'ambasciata ai barbari carica di doni preziosi e di vino soporifero. Mentre dormono, i barbari sono circondati da un'unità Romana comandata da Fusco Cornelio, già invaghitosi di Uraia mentre la bella barbara era tenuta prigioniera all'accampamento romano.
Un tentativo di mediazione di Fusco Cornelio, che lascerebbe tornare indietro incolumi i barbari in cambio di Uraia, viene respinto da Ardarico, che così confessa il suo innamoramento per la donna. Segue quindi un'ultima inevitabile battaglia, dai caratteri epici, dove l'esercito di Attila viene distrutto dai Romani. Ardarico/Attila, Uraia e Fetuffo saranno gli unici superstiti, riuscendo a salvarsi, assieme a buona parte del bottino romano, grazie a una mongolfiera costruita in precedenza da Silone. Purtroppo il peso è eccessivo e per risolvere il problema Fetuffo viene gettato giù da Ardarico per i suoi tentativi di rovesciamento del suo potere.
Attila, infine, riesce a salvarsi e a ricongiungersi con l'amata Uraia.

## Produzione
Abatantuono interpreta il personaggio del "terrunciello" che lo aveva portato al successo in quegli anni ma, nonostante questo, Attila fu un flop al botteghino, così come il suo successivo film Il ras del quartiere, dimostrando una crescente disaffezione del pubblico verso tale personaggio che infatti verrà immediatamente abbandonato dall'attore.
Il suo curioso modo di parlare costella il film di numerose battute basate su giochi di parole e deformazioni delle stesse; sebbene siano state considerate dalla critica come infantili e grossolane, col tempo sono poi diventate dei veri e propri tormentoni (come l'acrostico con cui Attila fa la compitazione del suo nome ad un centurione romano o quando arriva a definirsi il fratello di Dio anziché il flagello). Attualmente il film è stato molto rivalutato e la critica lo giudica abbastanza favorevolmente malgrado la già citata ingenuità.
L'aiuto regista fu Alessandro Metz; l'assistente alla regia Federico Moccia. La pellicola venne coprodotta da Stefania Rumisky.

### Curiosità
Il ruolo di Uraia venne inizialmente proposto ad Eleonora Giorgi, ma dopo il suo rifiuto venne scelta Rita Rusić.

### Luoghi delle riprese
Il film è stato interamente girato nel Lazio. La prima scena del film è stata girata nella caldara di Manziana; altre scene sono state girate presso il castello dell'Abbadia di Vulci, nell'anfiteatro romano di Ferento, nei pressi della Torre Flavia a Ladispoli, presso l'acquedotto dei Quintili e della Torre Selce nel parco archeologico dell'Appia Antica, nel parco regionale di Veio e a Castel Sant'Angelo.

## Distribuzione
Il film uscì nei cinema italiani a partire dal 22 dicembre 1982.

## Colonna sonora
La colonna sonora del film è composta da Franco Mussida e Franz Di Cioccio della PFM (che interpreta Giallo), che si avvalgono della collaborazione di Alberto Fortis nel brano La maga e di Rossana Casale nel brano Canto della sirena, oltre che di tutta la PFM alla quale viene accreditato il brano La battaglia. Inoltre la canzone cantata da Uraia e dalle altre donne barbare nei campi da coltivare, prima che arrivino i romani a rapirle, è una parodia della canzone Mamma mia dammi cento lire de Le Mondine.
La colonna sonora è uscita su vinile nel 1983 per la casa discografica Numero Uno (numero di catalogo ZPLN 34183). La versione cd è uscita nel 2015 per la casa discografica Beat Records Company (numero di catalogo DDJ05DLX).
Formazione
Premiata Forneria Marconi
- Franco Mussida
- Patrick Djivas
- Franz Di Cioccio
- Walter Calloni
- Lucio Fabbri
- Mauro Pagani
- Robert Fix

Altri cantanti
- Alberto Fortis
- Rossana Casale
- Lene Lovich
- Tarots

## Galleria d'immagini